# Danseur noble
Un danseur noble tradizionalmente era un ballerino che mostrava una grande nobiltà di carattere e una grande eleganza. Nel corso dell'ultimo secolo il termine è stato usato per definire un ballerino principale che si esibisce al più alto livello teatrale combinando la grazia con l'abilità. 

## Esempi di rilievo

### Secolo XVIII
- Gaetano Vestris
- Charles Le Picq

### Secolo XIX
- Pavel Gerdt

### Secolo XX
- Cyril Atanassoff
- Michail Baryšnikov
- Julio Bocca
- Adolph Bolm
- Jean-Pierre Bonnefoux
- Erik Bruhn
- Fernando Bujones
- Vakhtang Chabukiani
- Jacques d'Amboise
- Anton Dolin
- Anthony Dowell
- Alexander Godunov
- Pëtr Gusev
- Aleksej Ermolaev
- Nikolaj Fadeečev
- Sergej Filin
- Robert Helpmann
- Laurent Hilaire
- Theodore Kosloff
- Henning Kronstam
- Manuel Legris
- Maris Liepa
- Serhij Mychajlovyč Lyfar
- Peter Martins
- Léonide Massine
- Asaf Messerer
- Mikhail Mordkin
- Irek Muchamedov
- Vaclav Fomič Nižinskij
- Rudol'f Nureev
- Faruch Ruzimatov
- Konstantin Sergeev
- Michael Somes
- Ethan Stiefel
- Vasilij Tichomirov
- Vladimir Viktorovič Vasil'ev
- Edward Villella
- Igor Youskevitch
- Igor' Zelenskij

### Secolo XXI
- Carlos Acosta
- Roberto Bolle
- Federico Bonelli
- William Bracewell
- Stéphane Bullion
- José Manuel Carreño
- Mathieu Ganio
- Matthew Golding
- Marcelo Gomes
- David Hallberg
- Vladimir Jarošenko
- Johan Kobborg
- Igor' Paŭlavič Kolb
- Nicolas Le Riche
- José Carlos Martínez
- Evan McKie
- Rupert Pennefather
- Serhij Polunin
- Leonid Sarafanov
- Vladimir Škljarov
- Thiago Soares
- Jacopo Tissi
- Nikolaj Ciskaridze
- Friedemann Vogel